# Progona sadima
Progona sadima là một loài bướm đêm thuộc phân họ Arctiinae, họ Erebidae.